# 1953
Évszázadok: 19. század – 20. század – 21. század
Évtizedek: 1900-as évek – 1910-es évek – 1920-as évek – 1930-as évek – 1940-es évek – 1950-es évek – 1960-as évek – 1970-es évek – 1980-as évek – 1990-es évek – 2000-es évek
Évek: 1948 – 1949 – 1950 – 1951 –  1952 – 1953 – 1954 – 1955 – 1956 – 1957 – 1958

## Események
- január 3. – Rákosi Mátyás Lóránt utcai villájában letartóztatják – a Minisztertanácsnak alárendelt Államvédelmi Hatóság (ÁVH) vezetőjét – Péter Gábort és feleségét.[1]
- január 10. – Magyarországon eltörlik a kereseti és vagyonadót.[2]
- január 13. – Alkotmányreform Jugoszláviában. (Összevonják a skupština eddigi 2 házát, s az ún. termelők tanácsa a parlament másik kamarájává válik.)[3]
- január 14. – A Jugoszláv Szövetségi Népköztársaság élére Tito kerül.[4]
- február 1. – Hollandia délnyugati részén 2000 km²-nyi területet önt el az Északi-tenger. (Az áradás 1835 ember halálát okozta.)[5][6]
- február 27. - Németország és hitelezői aláírják a londoni adósságegyezményt.
- február 28. – Görög–török–jugoszláv barátsági és együttműködési szerződés.[3]
- március 5. – A szovjet generalisszimusz, Sztálin halála.[1][7]
- március 9. – Sztálin moszkvai temetésének napjára a Rákosi Mátyás vezette magyar kommunista pártvezetés nemzeti gyászt rendel el.[7]
- március 14. – Váratlanul meghal Klement Gottwald csehszlovák köztársasági elnök.[8]
- március 21.
  - A csehszlovák nemzetgyűlés Antonín Zápotockýt választja köztársasági elnökké.[8]
  - Csehszlovákiában új kormány alakul Viliam Široký-val az élen.[8]
- március 30. – Dekrétum az új jugoszláv mezőgazdasági és parasztpolitikáról.[3]
- április 24. – A Krakkó melletti Nova Hutában épített új vas- és fémműben megkezdődik a termelés.[9]
- május 22. – Jugoszláviában a paraszti földtulajdon maximumát 30 hektárról 10 hektárra szállítják le.[3]
- május 29. – Sir Edmund Hillary és Tendzing Norgaj elsőként mászta meg a Mount Everestet (tszf. 8848 m).
- május 30. – A csehszlovák nemzetgyűlés törvényt fogad el a pénzreformról, ami a későbbiekben hozzájárul a pénzügyek stabilizálásához.[8]
- június 2. – Londonban megtartják II. Erzsébet brit királynő hivatalos koronázási ünnepségét.
- június 8. – Államellenes tevékenység és hazaárulás vádjával perbe fogott Sándor István szalézi szerzetest kötél általi halálra ítélik és kivégzik. (A harminckilenc éves szerzetest Ferenc pápa hozzájárulásával 2013-ban avatják boldoggá.)[10]
- június 13–16. – Moszkvában – Sztálin halála után – Rákosit a szovjet vezetők addigi politikájáért keményen megbírálják, megszüntetik egyeduralmát, a miniszterelnöki tisztséget át kell adnia Nagy Imrének.[11]
- június 15. – A Szovjetunió helyreállítja diplomáciai kpcsolatait Jugoszláviával.[12]
- június 17. – Kelet-Berlinben kitör a felkelés a munkanormák és a kommunisták ellen.[13]
- június 26. – Pozsonyban megalapítják a Szlovák Tudományos Akadémiát.[8]
- június 27–28. – Az MDP Központi Vezetőségének ülése. (Rákosi Mátyás önkritikát gyakorol, bevallja, hogy felelősség terheli a klikkszerű vezetés és a törvénytelenségek kialakulásában. Beválasztják a Politikai Bizottságba. Megszüntetik a főtitkári tisztséget, ezután Rákosi első titkárként vezeti a pártot.)[11]
- július 3. – A Nanga Parbat (tszf. 8126 m), első megmászása.
- július 4. – Megalakul a Nagy Imre-kormány.[14]
- július 26. – Magyarországon megszüntetik az internálásokat és kitelepítéseket, és részleges amnesztiát hirdetnek.[15]
- július 27. – Panmindzsonban aláírják a koreai fegyverszüneti egyezményt az észak-koreai–kínai szövetség és az ENSZ-erők között.[16]
- augusztus 12. – A Szovjetunió felrobbantja az első hidrogénbombáját Szibériában.
- augusztus 13. – Irán sahja, Mohammad Reza Pahlavi meneszti karizmatikus miniszterelnökét, Mohammad Moszaddeget, aki nem hajlandó távozni, és külföldre kényszeríti az uralkodót.
- augusztus 17. – Rákosi Mátyás hozzájárul Kállai Gyula ügyének felülvizsgálatához.[11]
- augusztus 19. – A részben amerikai és brit hírszerzés – a CIA és az MI6 – által felbujtott tömegek, katonai vezetők és politikusok segítségével elsöprik Moszaddeg rendszerét. (A puccsot követően a sah restaurálja hatalmát.)[17]
- augusztus 24. – Lengyelország elengedi a Német Demokratikus Köztársaság jóvátétel-fizetési kötelezettségeit.[9]
- szeptember 4–5. – A Csehszlovákia Kommunista Pártja (CSKP) KB ülésén Antonín Novotný-t választják a párt első titkárává.[8]
- szeptember 6. – A CDU a szavazatok 45%-ával megnyeri a második általános parlamenti választást az NSZK-ban. Második helyen az SPD (28,8%), harmadik helyen az FDP (9,5%) végez.[18]
- szeptember 15. – Kopernikusz kéziratos művét, a De revolutionibus orbium coelestiumot Csehszlovákia Lengyelországnak adományozza.[9]
- szeptember 26. – A lengyel állam és a katolikus egyház között kiéleződnek az ellentétek, miután Stefan Wyszyński varsói érseket, Lengyelország prímását letartóztatják és bebörtönzik. (A katolikus egyház nem sokkal később támogatásáról biztosítja a kommunista vezetést.)[9]
- október 31. – Rákosi a párt kibővített KV-ülésén előterjesztésében sürgeti a „baloldali szektaszellem elleni” fellépést.[11]
- december 1. – Hugh Hefner kiadta a Playboy első számát a felöltözött Marilyn Monroe-val a címlapon és ruhátlanul a belső oldalakon.
- december 3–5. – A CSKP KB ülésén bírálják a „személyi kultusz” egyes jelenségeit, de felszámolásukra nem tesznek érdemi lépéseket.[8]
- december 20. – A Borba című jugoszláv lapban megjelenik Milovan Đilas „Általános és különös” címet viselő írása, melyben az egypártrendszert bírálja.[3]
- december 24. – Péter Gábor államvédelmi altábornagyot, az ÁVH korábbi vezetőjét a Budapesti Hadbíróság, mint elsőfokú bíróság zárt tárgyaláson – első rendű vádlottként – bűnösnek mondja ki és életfogytiglani börtönre ítéli.[1]
- karácsony körül – Rákosi Moszkvában kölcsönért „kilincsel” a magyar gazdaság fizetőképességének megőrzése érdekében.[11]

## Az év témái

### 1953 az építészetben
- Az Ybl Miklós-díj megalapítása.

### 1953 az irodalomban
- Isaac Asimov: Második Alapítvány (regény)
- Samuel Beckett: Godot-ra várva (dráma)[19]
- Ray Bradbury: Fahrenheit 451 (regény)[20]
- Megjelenik Buenos Airesben Horthy Miklós Emlékirataim című visszaemlékezése.[21]
- Illyés Gyula: Fáklyaláng (dráma)[22]
- Németh László: Galilei (dráma)[23]
- J. D. Salinger: Kilenc történet (elbeszéléskötet)
- Boris Vian: Szívtépő / Hullasztó (regény)

### 1953 a sportban
- augusztus 20. – Budapesten felavatják a Népstadiont.[15]
- november 25. – A londoni Wembley Stadionban  a magyarok 6:3-ra legyőzik a 90 éve veretlen Angliát.

### 1953 a színművészetben
- A Jászai Mari-díj alapítása.

### 1953 a tudományban
- Francis Harry Compton Crick, James D. Watson és Maurice Hugh Frederick Wilkins az addigi összes DNS-ről létező információt összegyűjtve megszerkesztik fémlapocskákból a DNS kinézetét. 1962-ben, amikor elektronmikroszkóppal megtekintették, és bebizonyosodott, hogy valóban úgy néz ki, ahogy azt ők megszerkesztették orvostudományi Nobel-díjjal lettek jutalmazva.

### 1953 a vasúti közlekedésben
- December 24. – Új-Zélandon 151 ember halálát okozta az, amikor összeomlott a vasúti híd Tangiwai település közelében, miközben a Wellingtonból Aucklandbe tartó gyorsvonat áthaladt volna rajta.

### 1953 a zenében
- Ránki György: Pomádé király új ruhája című operájának bemutatójára június 6-án került sor a Magyar Állami Operaházban.

## Születések
- január 6. – Malcolm Young az AC/DC együttes ritmusgitárosa († 2017)
- január 7. – Mándoki László magyar zenész, zenei producer
- január 17. – Roberto Canessa uruguayi gyermekkardiológus, politikus, az 1972. októberi andoki légiszerencsétlenség egyik túlélője
- január 22. – Jim Jarmusch amerikai filmrendező
- január 23. – Nagy György magyar televíziós műsorvezető, szerkesztő († 2017)
- január 24. – Csanádi Judit magyar díszlettervező
- január 24. – Csengey Dénes magyar író, politikus († 1991)
- február 1. – Marcellina magyar énekesnő, zenész, szövegíró, divattervező
- február 4. – Kitaró japán zeneszerző
- február 10. – Volli Kalm észt geológus, a Tartui Egyetem rektora († 2017)
- február 21. – William Petersen amerikai színész, producer
- február 24. – Kovács M. Mária magyar történész, szociológus († 2020)[24]
- március 1. – Rolf Danneberg olimpiai bajnok német atléta
- március 11. – Bölöni László magyar labdarúgó, edző
- március 12. – Ron Jeremy amerikai pornósztár és rendező
- március 15. – Angster Erzsébet magyar informatikus, főiskolai docens
- március 16. – Richard Matthew Stallman szabad szoftver aktivista, hacker, és szoftverfejlesztő
- március 20. – Csányi Sándor magyar üzletember
- április 14. – Thürmer Gyula,[25] a Magyar Kommunista Munkáspárt elnöke.
- április 27. – Tokody Ilona,[26] opera-énekesnő
- május 6. – Tony Blair Nagy-Britannia miniszterelnöke
- május 7. – Hegedűs D. Géza,[27] Kossuth-díjas magyar színész, a Nemzet Színésze
- május 14. – Gyabronka József,[28] Jászai Mari-díjas magyar színész
- május 15. – Mike Oldfield,[29] zeneszerző
- május 25. – Foltán László olimpiai bajnok magyar kenus
- május 25. – Stan Sakai Amerikában élő, harmadik generációs japán képregényrajzoló
- június 9. – Hűvösvölgyi Ildikó,[30] Kossuth-díjas magyar színésznő
- június 12. – Slamovits István, magyar énekes, zenész, dalszerző (Edda Művek)
- június 22. – Cyndi Lauper, amerikai énekesnő, dalszövegíró, zeneszerző, színésznő, melegjogi aktivista
- június 26. – Révész Sándor, magyar énekes, Piramis, Generál tagja.
- július 1. – Lawrence Gonzi máltai politikus, miniszterelnök
- július 2. – Böhm György Jászai Mari-díjas magyar színházi rendező, dramaturg
- július 8. – Kocsis Ferenc,[31] olimpiai bajnok magyar birkózó
- július 9. – Fa Nándor,[32] magyar vitorlázó, aki 717 nap alatt körbevitorlázta a Földet
- július 15. – Bódy Magdi, magyar énekesnő
- július 23. – Ruzsa Z. Imre,[33] magyar matematikus
- augusztus 3. – Wahorn András,[34] Munkácsy Mihály-díjas magyar festőművész
- augusztus 9. – Delhusa Gjon,[35] magyar énekes
- augusztus 11. – Hulk Hogan, amerikai pankrátor, színész († 2025)
- augusztus 14. – James Horner, amerikai zeneszerző († 2015)
- augusztus 15. – Szűcs Judith,[36] magyar énekesnő
- augusztus 16. – Bodansky György, magyar író, újságíró, szerkesztő, dramaturg, rendező
- augusztus 16. – Vincent Curatola, amerikai színész
- augusztus 19. – Póka Egon Máté Péter-díjas magyar basszusgitáros, zeneszerző († 2021)
- augusztus 31. – Károly György magyar költő, író († 2018)
- szeptember 1. – Jakab Csaba,[37] magyar színművész († 2024)
- szeptember 5. – Duró Győző ,magyar dramaturg
- szeptember 11. – Kukely Júlia Liszt Ferenc-díjas magyar opera-énekesnő, szoprán († 2017)
- szeptember 16. – Lerch István, Erkel Ferenc-díjas magyar zeneszerző, zongorista, énekes
- szeptember 19. – Grażyna Szapołowska lengyel színésznő
- szeptember 24. – Málnai Zsuzsa, magyar színésznő
- október 3. – Keresztes Dóra,[38] magyar festő- és grafikusművész, animációsfilm-rendező
- október 12. – Parti Nagy Lajos,[39] Kossuth-díjas magyar költő, drámaíró, író, szerkesztő, kritikus
- október 16. – Gallai Péter, magyar billentyűs, zeneszerző († 2019)
- október 19. – Janicsák István,[40] magyar zenész, előadóművész
- október 20. – Katona Klári magyar énekesnő
- október 22. – Csepregi Éva magyar énekesnő
- október 28. – Kertész Péter római katolikus magyar pap, püspöki tanácsos
- november 7. – Janesch Péter magyar építész
- november 11. - Deborah Henson-Conant amerikai hárfás és zeneszerző
- november 18. – Alan Moore angol író, képregényíró
- november 20. – Fábry Sándor magyar újságíró, humorista
- november 22. – Vojnich Erzsébet magyar festőművész
- november 25. – Herbert Breiteneder osztrák raliversenyző († 2008)
- november 29. – Zsinka László magyar politikus († 2013)
- december 3. – Csík Ibolya magyar újságíró-író
- december 9. – Dörner György,[41] Kossuth-díjas magyar színész, érdemes és kiváló művész
- december 9. – John Malkovich,[42] amerikai színész, rendező
- december 13. – Stépán Gábor gépészmérnök, az MTA tagja
- december 13. – Ben Bernanke, a jegybank elnöke
- december 16. – Szikora Róbert,[43] magyar énekes, a Hungária és az R-GO tagja
- december 23. – Thomas Bach, német sportvezető, a Nemzetközi Olimpiai Bizottság jelenlegi, kilencedik elnöke
- december 29. – Stanley Williams Az egyik vezetője volt a Crips bandának Los Angelesben († 2005)
- december 30. – Homonyik Sándor EMeRTon-díjas magyar énekes, gitáros

## Halálozások
- január 9. – Hans Aanrud norvég novella- és színműíró (* 1863)
- január 11. – Meszlényi Zoltán magyar püspök (* 1892)
- január 21. – Gábor Andor író, humorista (* 1884)
- február 12. – Somogyváry Gyula író (* 1895)
- február 13. – Háry László repülő vezérőrnagy, az önálló magyar légierő első parancsnoka (* 1890)
- február 23. – Vitéz Attila magyar földbirtokos, országgyűlési képviselő (* 1891)
- február 24. – Gerd von Rundstedt német tábornok, a nyugati front főparancsnoka 1943–1944-ben (* 1875)
- február 25. – Szergej Vinogradszkij orosz származású francia bakteriológus (* 1856)
- március 1.
  - Prokopecz József magyar gazdálkodó, az 1939–1944 közti magyar országgyűlés meghívott felvidéki képviselőinek egyike (* 1891)
  - Somssich Gyula nagybirtokos, bankigazgató, felsőházi tag (* 1876)
- március 5. – Szergej Prokofjev orosz zeneszerző (* 1891)
- március 5. – Joszif Visszarionovics Sztálin szovjet kommunista diktátor (* 1878)
- március 14. – Klement Gottwald kommunista politikus, Csehszlovákia elnöke (* 1896)
- március 19. – Arkagyij Dmitrijevics Svecov szovjet mérnök, repülőgépmotor-tervező (* 1892)
- április 5. – Dienes László magyar szociológus, esztéta, szerkesztő, a kolozsvári Korunk alapítója, könyvtárigazgató, egyetemi tanár, Dienes Pál testvére, Götz Irén Júlia férje (* 1889)
- április 9. – Hans Reichenbach német fizikus, filozófus (* 1891)
- május 25. – Baranski Gyula ügyvéd, gyorsíró, politikus (* 1867)
- május 31. – Vlagyimir Jevgrafovics Tatlin orosz festő és építész (* 1885)
- június 7. – Róheim Géza magyar származású amerikai pszichoanalitikus, antropológus (* 1891)
- július 22.
  - Kornis Elemér magyar földbirtokos, országgyűlési képviselő (* 1890)
  - Szabó Iván magyar ügyvéd, bankigazgató, kormányfőtanácsos, felsőházi tag (* 1874)
- szeptember 10. – Berény Róbert festőművész, grafikus (* 1887)
- szeptember 27. – Hans Fritzsche, az NSDAP tagjaként a Birodalmi Népművelési és Propagandaminisztérium sajtóosztályának a hírszolgálati vezetője, a nürnbergi per egyik fővádlottja (* 1900)
- szeptember 28. – Edwin Hubble amerikai csillagász (* 1889)
- október 2. – Szép Ernő költő, író, újságíró (* 1884)
- október 16. – Nyirő József író (* 1889)
- október 28. – Máriássy Mihály magyar földbirtokos, jogász, országgyűlési képviselő (* 1878)
- október 30. – Kálmán Imre magyar zeneszerző (* 1882)
- november 8. – Ivan Alekszejevics Bunyin Nobel-díjas orosz író, költő, műfordító († 1870)
- november 9. – Ibn Szaúd, Szaúd-Arábia királya (* 1876)
- november 24. – Heinrich Tibor magyar jégkorongozó, vitorlázó (* 1898)
- november 27. – Eugene O’Neill, Irodalmi Nobel-díjas amerikai drámaíró (* 1888)
- december 19. – Robert Millikan amerikai kísérleti fizikus, aki 1923-ban elnyerte a fizikai Nobel-díjat az elektron töltésének megméréséért, és a fotoeffektussal kapcsolatos munkájáért (* 1868)
- december 22. – Faragho Gábor magyar katonatiszt, közellátási miniszter (* 1890)
- december 23. – Lavrentyij Pavlovics Berija szovjet politikus (* 1899)
- december 27. – Julian Tuwim lengyel költő (* 1894)

## Nobel-díjasok
- A Nobel-díjat a svéd Alfred Nobel alapította, 1901 óta adják át, melyet a Svéd Királyi Tudományos Akadémia ítél oda a tudomány, az irodalom és humanitárius területen kimagasló eredményt elért magánszemélyeknek, illetve intézményeknek.

| Fizikai            | Frits Zernike                          |
| Kémiai             | Hermann Staudinger                     |
| Orvosi-fiziológiai | Hans Adolf Krebs, Fritz Albert Lipmann |
| Irodalmi           | Sir Winston Leonard Spencer Churchill  |
| Béke               | George C. Marshall                     |